# Karanog

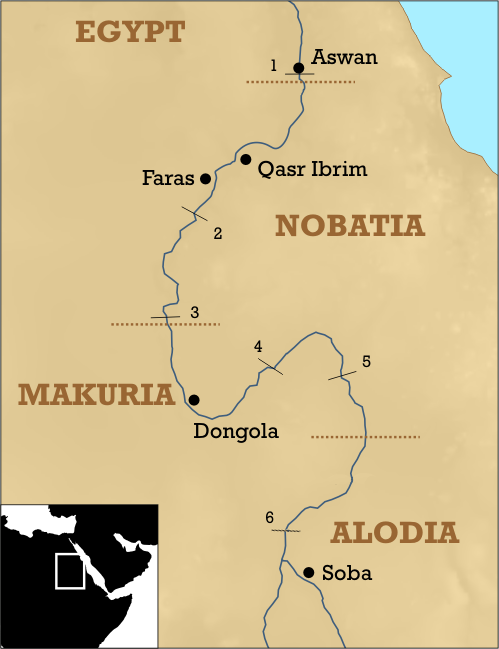
Karte von Nubien, Karanog liegt nahe Qasr Ibrim

Karanog war im 2. bis 5. nachchristlichen Jahrhundert eine Stadt nördlich des zweiten Nilkataraktes in Unternubien, nahe der antiken Stadt Qasr Ibrim im heutigen Ägypten, die heute auf dem Grund des Nassersees liegt. Nach der meroitischen Herrschaft fiel sie in die Hand der Blemmyer.

## Erforschung
Die Stadt wurde beginnend ab dem Jahr 1907 durch D. Randall-Maciver und daran anschließend durch C. Leonard Woolley und dessen Team im zweiten Jahrzehnt des 20. Jahrhunderts untersucht und für die Nachwelt dokumentiert.
Vor allem der Friedhof brachte reiche Funde. Hier fanden sich viele meroitische Inschriften, die andeuten, dass der Ort Sitz eines Beamten war, der vielleicht so etwas wie den Statthalter von Unternubien in meroitischer Zeit darstellte.